# معتمدية مساكن
معتمدية مساكن إحدى معتمديات الجمهورية التونسية، تابعة لولاية سوسة.